# Llista d'asteroides/183701-183800
| Nom      | Designació provisional | Data de descobriment   | Lloc de descobriment | Descobridor/s |
| -------- | ---------------------- | ---------------------- | -------------------- | ------------- |
| 183701 - | 2003 YO36              | 21 de desembre de 2003 | Socorro              | LINEAR        |
| 183702 - | 2003 YX36              | 17 de desembre de 2003 | Kitt Peak            | Spacewatch    |
| 183703 - | 2003 YS39              | 19 de desembre de 2003 | Kitt Peak            | Spacewatch    |
| 183704 - | 2003 YB45              | 20 de desembre de 2003 | Socorro              | LINEAR        |
| 183705 - | 2003 YR50              | 18 de desembre de 2003 | Socorro              | LINEAR        |
| 183706 - | 2003 YD51              | 18 de desembre de 2003 | Socorro              | LINEAR        |
| 183707 - | 2003 YJ51              | 18 de desembre de 2003 | Socorro              | LINEAR        |
| 183708 - | 2003 YF52              | 18 de desembre de 2003 | Socorro              | LINEAR        |
| 183709 - | 2003 YN56              | 19 de desembre de 2003 | Socorro              | LINEAR        |
| 183710 - | 2003 YR57              | 19 de desembre de 2003 | Socorro              | LINEAR        |
| 183711 - | 2003 YG58              | 19 de desembre de 2003 | Socorro              | LINEAR        |
| 183712 - | 2003 YY61              | 19 de desembre de 2003 | Socorro              | LINEAR        |
| 183713 - | 2003 YD64              | 19 de desembre de 2003 | Socorro              | LINEAR        |
| 183714 - | 2003 YO70              | 19 de desembre de 2003 | Socorro              | LINEAR        |
| 183715 - | 2003 YG71              | 18 de desembre de 2003 | Socorro              | LINEAR        |
| 183716 - | 2003 YA73              | 18 de desembre de 2003 | Socorro              | LINEAR        |
| 183717 - | 2003 YH74              | 18 de desembre de 2003 | Socorro              | LINEAR        |
| 183718 - | 2003 YJ75              | 18 de desembre de 2003 | Socorro              | LINEAR        |
| 183719 - | 2003 YP75              | 18 de desembre de 2003 | Socorro              | LINEAR        |
| 183720 - | 2003 YP82              | 18 de desembre de 2003 | Kitt Peak            | Spacewatch    |
| 183721 - | 2003 YN84              | 19 de desembre de 2003 | Socorro              | LINEAR        |
| 183722 - | 2003 YR84              | 19 de desembre de 2003 | Kitt Peak            | Spacewatch    |
| 183723 - | 2003 YN85              | 19 de desembre de 2003 | Socorro              | LINEAR        |
| 183724 - | 2003 YY85              | 19 de desembre de 2003 | Socorro              | LINEAR        |
| 183725 - | 2003 YT89              | 19 de desembre de 2003 | Kitt Peak            | Spacewatch    |
| 183726 - | 2003 YB95              | 19 de desembre de 2003 | Socorro              | LINEAR        |
| 183727 - | 2003 YC97              | 19 de desembre de 2003 | Socorro              | LINEAR        |
| 183728 - | 2003 YK99              | 19 de desembre de 2003 | Socorro              | LINEAR        |
| 183729 - | 2003 YM99              | 19 de desembre de 2003 | Socorro              | LINEAR        |
| 183730 - | 2003 YF100             | 19 de desembre de 2003 | Socorro              | LINEAR        |
| 183731 - | 2003 YJ101             | 19 de desembre de 2003 | Socorro              | LINEAR        |
| 183732 - | 2003 YC103             | 19 de desembre de 2003 | Socorro              | LINEAR        |
| 183733 - | 2003 YO103             | 21 de desembre de 2003 | Kitt Peak            | Spacewatch    |
| 183734 - | 2003 YT106             | 22 de desembre de 2003 | Palomar              | NEAT          |
| 183735 - | 2003 YY109             | 23 de desembre de 2003 | Socorro              | LINEAR        |
| 183736 - | 2003 YT112             | 23 de desembre de 2003 | Socorro              | LINEAR        |
| 183737 - | 2003 YD113             | 23 de desembre de 2003 | Socorro              | LINEAR        |
| 183738 - | 2003 YH113             | 23 de desembre de 2003 | Socorro              | LINEAR        |
| 183739 - | 2003 YF117             | 27 de desembre de 2003 | Socorro              | LINEAR        |
| 183740 - | 2003 YL119             | 27 de desembre de 2003 | Socorro              | LINEAR        |
| 183741 - | 2003 YW119             | 27 de desembre de 2003 | Socorro              | LINEAR        |
| 183742 - | 2003 YD120             | 27 de desembre de 2003 | Socorro              | LINEAR        |
| 183743 - | 2003 YJ120             | 27 de desembre de 2003 | Socorro              | LINEAR        |
| 183744 - | 2003 YP134             | 28 de desembre de 2003 | Socorro              | LINEAR        |
| 183745 - | 2003 YT134             | 28 de desembre de 2003 | Socorro              | LINEAR        |
| 183746 - | 2003 YB138             | 27 de desembre de 2003 | Socorro              | LINEAR        |
| 183747 - | 2003 YK144             | 28 de desembre de 2003 | Socorro              | LINEAR        |
| 183748 - | 2003 YX152             | 29 de desembre de 2003 | Catalina             | CSS           |
| 183749 - | 2003 YM157             | 16 de desembre de 2003 | Kitt Peak            | Spacewatch    |
| 183750 - | 2003 YD164             | 17 de desembre de 2003 | Kitt Peak            | Spacewatch    |
| 183751 - | 2003 YR169             | 18 de desembre de 2003 | Socorro              | LINEAR        |
| 183752 - | 2003 YB176             | 29 de desembre de 2003 | Socorro              | LINEAR        |
| 183753 - | 2004 AO1               | 12 de gener de 2004    | Palomar              | NEAT          |
| 183754 - | 2004 AQ1               | 12 de gener de 2004    | Palomar              | NEAT          |
| 183755 - | 2004 AR3               | 13 de gener de 2004    | Anderson Mesa        | LONEOS        |
| 183756 - | 2004 AK5               | 13 de gener de 2004    | Anderson Mesa        | LONEOS        |
| 183757 - | 2004 AC6               | 13 de gener de 2004    | Palomar              | NEAT          |
| 183758 - | 2004 AQ8               | 14 de gener de 2004    | Palomar              | NEAT          |
| 183759 - | 2004 AY9               | 15 de gener de 2004    | Kitt Peak            | Spacewatch    |
| 183760 - | 2004 AD10              | 15 de gener de 2004    | Kitt Peak            | Spacewatch    |
| 183761 - | 2004 AZ13              | 13 de gener de 2004    | Kitt Peak            | Spacewatch    |
| 183762 - | 2004 AG18              | 15 de gener de 2004    | Kitt Peak            | Spacewatch    |
| 183763 - | 2004 AL25              | 12 de gener de 2004    | Palomar              | NEAT          |
| 183764 - | 2004 BQ1               | 16 de gener de 2004    | Kitt Peak            | Spacewatch    |
| 183765 - | 2004 BJ3               | 16 de gener de 2004    | Palomar              | NEAT          |
| 183766 - | 2004 BR3               | 16 de gener de 2004    | Palomar              | NEAT          |
| 183767 - | 2004 BD4               | 16 de gener de 2004    | Palomar              | NEAT          |
| 183768 - | 2004 BW4               | 16 de gener de 2004    | Palomar              | NEAT          |
| 183769 - | 2004 BF5               | 16 de gener de 2004    | Palomar              | NEAT          |
| 183770 - | 2004 BR9               | 16 de gener de 2004    | Palomar              | NEAT          |
| 183771 - | 2004 BJ12              | 16 de gener de 2004    | Palomar              | NEAT          |
| 183772 - | 2004 BC14              | 17 de gener de 2004    | Palomar              | NEAT          |
| 183773 - | 2004 BJ18              | 18 de gener de 2004    | Kitt Peak            | Spacewatch    |
| 183774 - | 2004 BX18              | 18 de gener de 2004    | Goodricke-Pigott     | R. A. Tucker  |
| 183775 - | 2004 BE19              | 17 de gener de 2004    | Palomar              | NEAT          |
| 183776 - | 2004 BH19              | 17 de gener de 2004    | Palomar              | NEAT          |
| 183777 - | 2004 BJ19              | 17 de gener de 2004    | Palomar              | NEAT          |
| 183778 - | 2004 BO19              | 17 de gener de 2004    | Palomar              | NEAT          |
| 183779 - | 2004 BO20              | 16 de gener de 2004    | Catalina             | CSS           |
| 183780 - | 2004 BA22              | 19 de gener de 2004    | Socorro              | LINEAR        |
| 183781 - | 2004 BH22              | 17 de gener de 2004    | Palomar              | NEAT          |
| 183782 - | 2004 BG23              | 18 de gener de 2004    | Palomar              | NEAT          |
| 183783 - | 2004 BE27              | 21 de gener de 2004    | Socorro              | LINEAR        |
| 183784 - | 2004 BA29              | 18 de gener de 2004    | Palomar              | NEAT          |
| 183785 - | 2004 BG29              | 18 de gener de 2004    | Palomar              | NEAT          |
| 183786 - | 2004 BJ30              | 18 de gener de 2004    | Palomar              | NEAT          |
| 183787 - | 2004 BP30              | 18 de gener de 2004    | Palomar              | NEAT          |
| 183788 - | 2004 BJ32              | 19 de gener de 2004    | Kitt Peak            | Spacewatch    |
| 183789 - | 2004 BT33              | 19 de gener de 2004    | Kitt Peak            | Spacewatch    |
| 183790 - | 2004 BJ34              | 19 de gener de 2004    | Catalina             | CSS           |
| 183791 - | 2004 BU37              | 19 de gener de 2004    | Catalina             | CSS           |
| 183792 - | 2004 BY37              | 19 de gener de 2004    | Catalina             | CSS           |
| 183793 - | 2004 BZ37              | 19 de gener de 2004    | Catalina             | CSS           |
| 183794 - | 2004 BB38              | 19 de gener de 2004    | Catalina             | CSS           |
| 183795 - | 2004 BG38              | 19 de gener de 2004    | Catalina             | CSS           |
| 183796 - | 2004 BP38              | 20 de gener de 2004    | Socorro              | LINEAR        |
| 183797 - | 2004 BY38              | 20 de gener de 2004    | Socorro              | LINEAR        |
| 183798 - | 2004 BH40              | 21 de gener de 2004    | Socorro              | LINEAR        |
| 183799 - | 2004 BJ40              | 21 de gener de 2004    | Socorro              | LINEAR        |
| 183800 - | 2004 BM40              | 21 de gener de 2004    | Socorro              | LINEAR        |